# Manuel Vílchez
Manuel Vílchez (ur. 21 października 1961) – wenezuelski bokser, uczestnik Letnich Igrzysk Olimpijskich 1984. 

## Kariera amatorska
Podczas igrzysk w Los Angeles, startował w wadze koguciej. Odpadł już w pierwszej rundzie po porażce z Johnem Siryakibbe z Ugandy.
Ponadto w 1983 roku zdobył złoty medal w swojej wadze na Igrzyskach Panamerykańskich.

## Kariera zawodowa
Na początku 1985 roku, przeszedł na zawodowstwo. Występował w wadze super koguciej. W ciągu całej swojej kariery zawodowej stoczył 33 walki, z czego 24 wygrał (15 przez nokaut) a 9 przegrał (3 przez nokaut). Ostatnią walkę w karierze stoczył 28 sierpnia 1994 roku. Wówczas przegrał z Julio Barbozą.